# Krzysztof Ciałowicz
Krzysztof M. Ciałowicz (ur. 1954) – polski archeolog, specjalista archeologii śródziemnomorskiej, profesor nauk humanistycznych. 
Jest absolwentem Liceum Ogólnokształcącego im. Stanisława Wyspiańskiego w Kętach. W 1977 roku ukończył studia na Uniwersytecie Jagiellońskim, stopień doktora uzyskał w roku 1985. Tytuł profesora posiada od 2002 roku. W latach 2008–2016 pełnił funkcję Dyrektora Instytutu Archeologii UJ. 
W 2019 został członkiem Rady Doskonałości Naukowej I kadencji.
Przedmiot jego badań stanowi archeologia i sztuka starożytnego Egiptu i Bliskiego Wschodu ze szczególnym uwzględnieniem okresów formowania pierwszych cywilizacji. Najważniejszy nurt badawczych zainteresowań wiąże się z genezą państwa egipskiego oraz z zagadnieniami początków monarchii, religii i sztuki w tym rejonie świata. Jest autorem sześciu książek i kilkudziesięciu artykułów, m.in. dotyczących symboliki przedstawień władcy w okresie predynastycznym w Egipcie. 
Uczestniczył w badaniach wykopaliskowych w Polsce, Bułgarii, na Spitsbergenie, a przede wszystkim w Egipcie i Sudanie. Od 1998 jest kierownikiem krakowskiej (wraz z dr Markiem Chłodnickim polską ekspedycją) części ekspedycji na stanowisku z okresu formowania się państwa egipskiego w Tell el-Farcha (Delta Nilu). 
Jest członkiem wielu towarzystw i instytucji naukowych w kraju z za granicą (Komisja Orientalistyczna Oddziału PAN w Krakowie; Komisja Filologii Klasycznej PAU w Krakowie; International Association of Egyptologists; Society of Africanists Archaeologists, członek Rady Centrum Archeologii Śródziemnomorskiej im. K. Michałowskiego i Rady Naukowej kongresów „Egypt at its Origins”).

## Ważniejsze publikacje
- Predynastic Egypt (wraz z Barbarą Adams).
- Początki cywilizacji egipskiej, Warszawa-Kraków 1999.
- La naissance d'un royaume. L'Égypte des la période prédynastique à la fin de la I dynastie, Kraków 2001.